# Angus Montagu, 12. Duke of Manchester

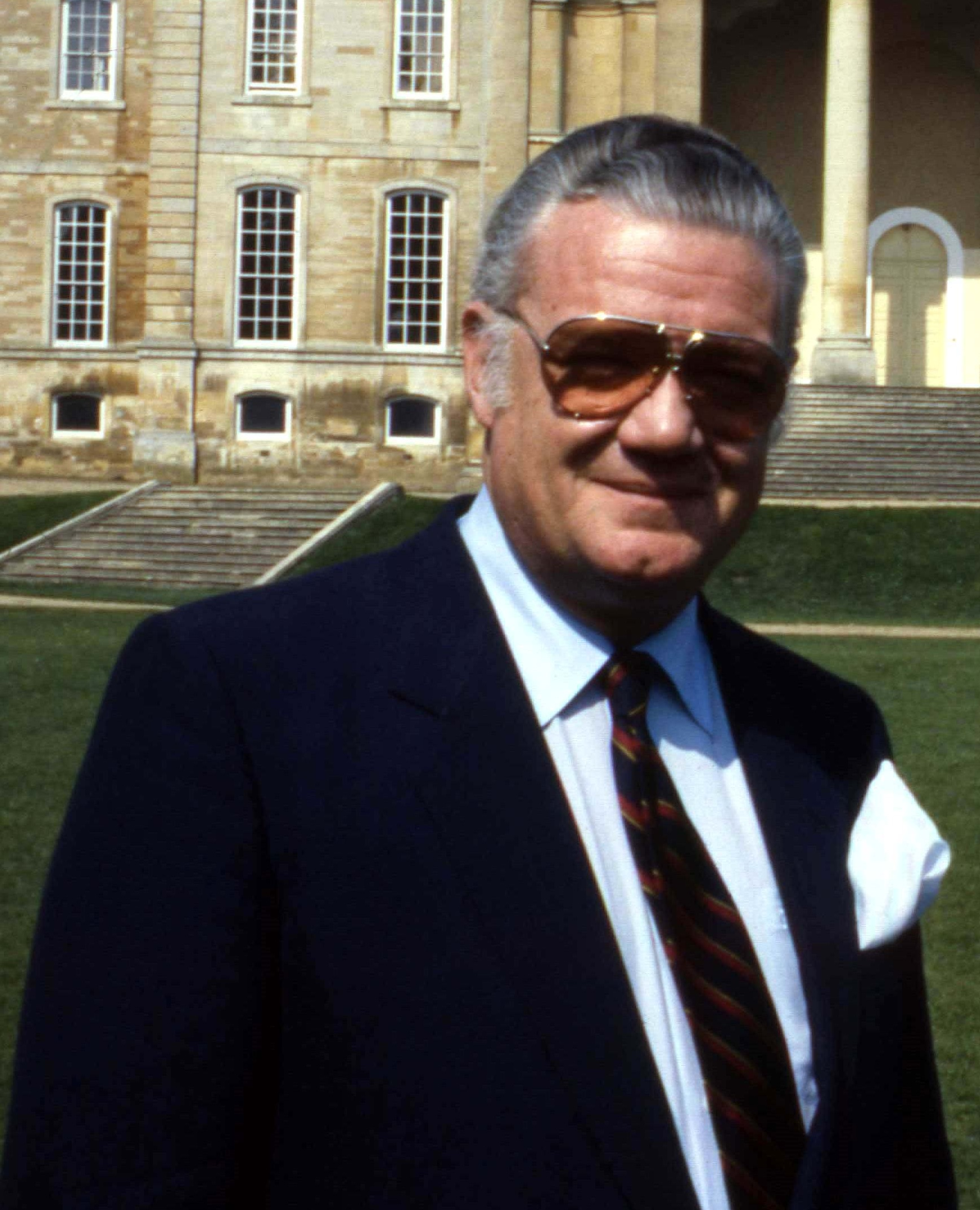
Angus Montagu, 12. Duke of Manchester 1989

Angus Charles Drogo Montagu, 12. Duke of Manchester, zugleich 15. Earl of Manchester, 15. Viscount Mandeville und 15. Baron Montagu of Kimbolton (* 9. Oktober 1938 in Kimbolton Castle, Huntingdonshire; † 25. Juli 2002) war ein englischer Adliger.

## Biografie

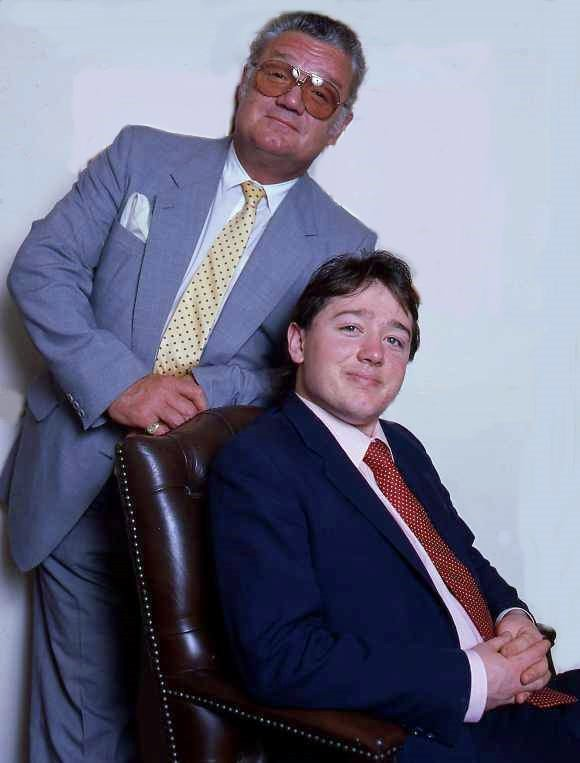
Der Duke of Manchester zusammen mit seinem Sohn, Lord Kimble Montagu.
Photo: Allan Warren (1993)

### Familie
Manchester wurde als Sohn von Alexander Montagu, 10. Duke of Manchester, und Nell Vere Stead geboren. Er war der jüngere Bruder von Sidney Montagu, 11. Duke of Manchester.
Am 22. November 1961 heiratete er in der Stadt Geelong in Australien Mary Eveleen McClure, Tochter von Walter Gillespie McClure of Geelong. Das Paar trennte sich 1965, und die Ehe wurde 1970 geschieden. Aus dieser Ehe stammen drei Kinder:
- Alexander Charles David Drogo Montagu, 13. Duke of Manchester
- Lord Kimble William Drogo Montagu (1964)
- Lady Emma Montagu (1965)

1971 heiratete Lord Angus Montagu in zweiter Ehe Diane Pauline Plimsaul of Wimborne, Dorset, Tochter von Arthur Plimsaul of Corfe Mullen. Diese Ehe wurde 1985 geschieden. In dritter Ehe heiratete er 1989 Anne-Louise Taylor, Tochter von Alfred Butler Taylor of Cawthorne, Yorkshire. Diese Ehe wurde 1998 geschieden. Am 22. April 2000 heiratete er in der Schwedischen Kirche in Mayfair in London das Model Biba Hiller (1942). Diese Ehe wurde 2001 geschieden. Biba, Duchess of Manchester, starb am 11. Oktober 2003 an Krebs.

### Ausbildung und Beruf
Nach der Grundschule in Wales besuchte er Gordonstoun, eine schottische Privatschule. Danach folgten drei Jahre bei den Royal Marines. Er arbeitete in der Ölindustrie und im Tourismus, auch als Verkäufer für Kleidung, Barman und „Kämpfer mit Krokodilen“.

### Mitgliedschaft im House of Lords
Nachdem sein Bruder 1985 kinderlos verstorben war, erbte Angus Montagu den Titel des Duke of Manchester und auch den damit verbundenen Sitz im House of Lords. Nach dem House of Lords Act 1999 schied er wieder aus dem Parlament aus.

### Verschiedenes
Der Duke wurde aufgrund Betrugs in einem amerikanischen Gefängnis inhaftiert.
Zusammen mit dem Fotografen Allan Warren gründete der Duke die Duke's Trust, einen Hilfsfonds für Kinder in Not.